# جفری موسون
جفری موسون (انگلیسی: Geoffrey Musson; ۹ ژوئن ۱۹۱۰ – ۱۰ ژانویهٔ ۲۰۰۸) فرد نظامی اهل بریتانیا بود. وی همچنین برندهٔ جوایزی همچون نشان حمام و نشان امپراتوری بریتانیا شده‌است.